# Mai 1761
Cette page présente les faits marquants du mois de mai 1761.

## Événements
- 8 mai : en France, condamnation des Jésuites par le Parlement de Paris[1].
- 19 mai : lancement du HMS Cornwall.